# Bonhomme Township
Die Bonhomme Township ist eine von 28 Townships im St. Louis County im Osten des US-amerikanischen Bundesstaates Missouri und Bestandteil der Metropolregion Greater St. Louis. Das U.S. Census Bureau hat bei der Volkszählung 2020 eine Einwohnerzahl von 38.053 ermittelt.

## Geografie
Die Bonhomme Township liegt im südwestlichen Vorortbereich von St. Louis und wird vom Meramec River durchflossen. Der Mississippi, der die Grenze zu Illinois bildet, befindet sich rund 15 km östlich.
Die Bonhomme Township liegt auf 38°34′20″ nördlicher Breite und 90°25′04″ westlicher Länge und erstreckt sich über 50,2 km², die sich auf 49,2 km² Land- und 1,0 km² Wasserfläche verteilen.
Die Bonhomme Township liegt im Südwesten des St. Louis County und grenzt südlich an das Jefferson County. Innerhalb des St. Louis County grenzt die Bonhomme Township im Südwesten an die Meramec Township, im Westen an die Queeny Township, im Nordwesten an die Missouri River Township, im Norden an die Clayton Township, im Nordosten an die Jefferson Township, im Osten an die Gravois Township und im Südosten an die Tesson Ferry Township.

## Verkehr

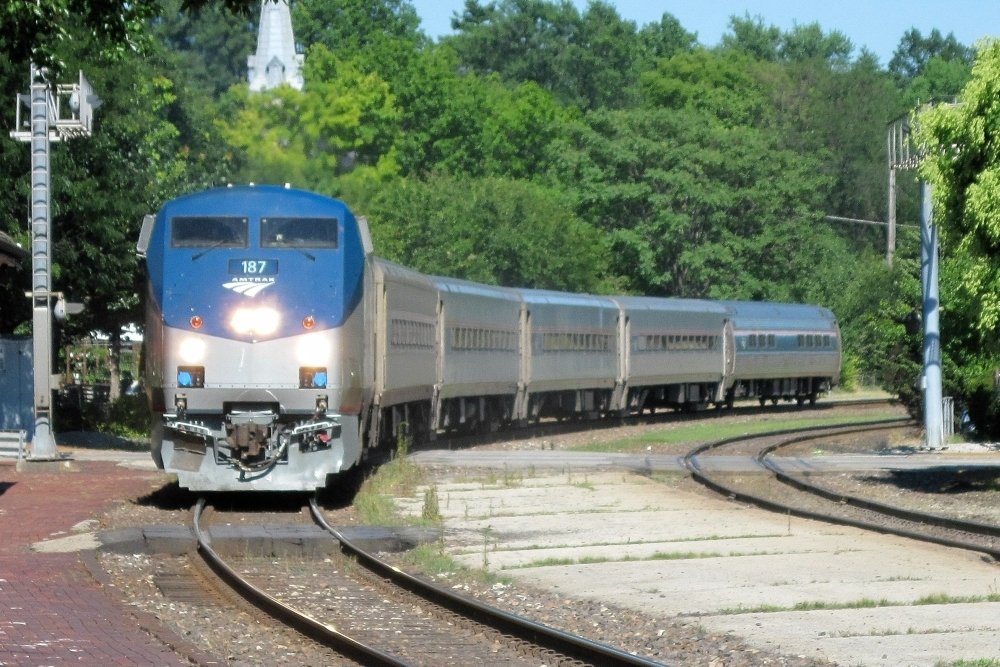
Amtrak-Zug bei der Einfahrt in die Station Kirkwood

Durch die Bonhomme Township führt in West-Ost-Richtung die Interstate 44 auf einer gemeinsamen Strecke mit dem U.S. Highway 50. Im Nordosten der Township kreuzt die Interstate 270, die westliche Umgehungsstraße von St. Louis. Weiter östlich verlaufen in Nord-Süd-Richtung auf gemeinsamer Strecke die U.S. Highways 61 und 67. Die alte Route 66, die auf einer gemeinsamen Strecke mit der Missouri State Route 100 verläuft, bildet die nördliche Begrenzung der Bonhomme Township. Im Südwesten der Township kreuzen die Missouri State Routes 30 und 141. Alle weiteren Straßen sind County Roads oder weiter untergeordnete innerörtliche Verbindungsstraßen.
Durch die Bonhomme Township verlaufen mehrere Eisenbahnlinien von St. Louis nach Westen, die von der Union Pacific Railroad, der BNSF Railway sowie von Amtrak betrieben werden. In Kirkwood befindet sich eine Amtrak-Station.

Der Lambert-Saint Louis International Airport liegt rund 30 km nordöstlich der Bonhomme Township.

## Demografische Daten
Nach der Volkszählung im Jahr 2010 lebten in der Bonhomme Township 36.316 Menschen in 14.912 Haushalten. Die Bevölkerungsdichte betrug 738,1 Einwohner pro Quadratkilometer. In den 14.912 Haushalten lebten statistisch je 2,38 Personen.
Ethnisch betrachtet setzte sich die Bevölkerung zusammen aus 92,8 Prozent Weißen, 3,7 Prozent Afroamerikanern, 0,1 Prozent amerikanischen Ureinwohnern, 1,6 Prozent Asiaten sowie 0,4 Prozent aus anderen ethnischen Gruppen; 1,4 Prozent stammten von zwei oder mehr Ethnien ab. Unabhängig von der ethnischen Zugehörigkeit waren 1,7 Prozent der Bevölkerung spanischer oder lateinamerikanischer Abstammung.
23,3 Prozent der Bevölkerung waren unter 18 Jahre alt, 59,4 Prozent waren zwischen 18 und 64 und 17,3 Prozent waren 65 Jahre oder älter. 53,4 Prozent der Bevölkerung war weiblich.
Das mittlere jährliche Einkommen eines Haushalts lag bei 78.511 USD. Das Pro-Kopf-Einkommen betrug 43.178 USD. 5,3 Prozent der Einwohner lebten unterhalb der Armutsgrenze.

## Orte
Die Bevölkerung der Bonhomme Township lebt in folgenden Ortschaften:
Citys
| - Des Peres1 - Fenton - Kirkwood2 | - Oakland - Sunset Hills3 |

1 – überwiegend in der Missouri River Township

2 – teilweise in der Clayton und der Gravois Township

3 – überwiegend in der Tesson Ferry Township, teilweise in der Gravois und der Concord Township